# 戴维·福克纳
戴维·福克纳（英語：David Faulkner，1962年9月10日—），生于朴茨茅斯，英国男子曲棍球运动员。他曾代表英国国家队参加1988年夏季奥林匹克运动会曲棍球比赛，获得一枚金牌。